# Ransomware (licencja)
Ransomware – oprogramowanie na pewnego rodzaju licencji oprogramowania, którego autor zgadza się na przeniesienie go do open source w zamian za określoną sumę pieniędzy.